# Poste de nuit
Poste de nuit (titre original : Graveyard Shift) est une nouvelle de Stephen King qui fait partie du recueil Danse macabre publié en 1978. Elle est parue pour la première fois en 1970 dans le magazine Cavalier.

## Résumé
Hall est un nouvel employé d'une filature du Maine. Warwick, son chef d'équipe avec qui il entretient des rapports tendus, lui propose de faire partie de l'équipe chargée de nettoyer de nuit les sous-sols pendant la semaine de fermeture annuelle de l'usine et Hall accepte. Les sous-sols n'ont pas été nettoyés depuis plus de dix ans et sont infestés d'énormes rats qui n'hésitent pas à attaquer les ouvriers quand ils sont menacés.
Dans la nuit du mercredi au jeudi, Hall découvre une trappe et descend explorer le niveau inférieur avec Warwick après l'avoir menacé de dénoncer leurs déplorables conditions de travail aux services sanitaires. Dans cette obscurité puante et parsemée d'ossements, ils se retrouvent cernés par les rats et s'aperçoivent que certains, d'une taille très supérieure à la normale, ont muté. D'un coup de jet d'eau, Hall propulse Warwick sur la horde de rats et le contremaître est dévoré vivant. Après avoir découvert la reine de la colonie de rats, un animal de la taille d'une vache, aveugle et sans pattes, Hall tente de s'enfuir mais est rattrapé par la horde, dont certains spécimens ont des ailes, et est lui aussi dévoré. Pendant ce temps, une autre équipe se prépare à descendre à son tour.

## Genèse
Stephen King a écrit cette nouvelle alors qu'il était étudiant à l'université du Maine. Elle lui a été inspirée par la période où lui-même travaillait dans une filature infestée de rats. Le magazine masculin Cavalier lui a acheté son histoire 250 $ et l'a publiée dans son numéro d'octobre 1970.

## Thèmes
Pour Jonathan P. Davis, Warwick représente l'égoïsme du capitalisme qui, en se concentrant uniquement sur les profits et en négligeant les aspects sanitaires et sociaux, a permis aux rats de se reproduire et de se dénaturer pendant des décennies dans le sous-sol de l'usine. Selon Tony Magistrale, c'est la faillite des interactions sociales dans l'usine qui rend les personnages vulnérables à la manifestation du surnaturel représentée par les rats mutants. Les conditions dans lesquelles travaillent les ouvriers sont à mettre en parallèle avec celles dans lesquelles vivent les rats, les deux camps représentant deux formes de perversions de la nature.

## Adaptations
La nouvelle a été adaptée au cinéma par Ralph S. Singleton en 1990 sous le titre La Créature du cimetière (Graveyard Shift) avec David Andrews dans le rôle de Hall.